# ミリスチン酸
ミリスチン酸（ミリスチンさん、myristic acid）は、動物性・植物性脂肪中に広く見られる飽和脂肪酸である。ヤシ油、パーム油に多い。複融点を持ち、それぞれ 53.8 °Cと約 58 °C である。IUPAC系統名はテトラデカン酸(tetradecanoic acid)。
ミリスチン酸のナトリウム塩であるミリスチン酸ナトリウムは石鹸の中で特に起泡性がよく、改質剤として石鹸やシャンプーに添加される。また乳化剤としてローションなどにも用いられる。
亜鉛塩のミリスチン酸亜鉛は化粧品の潤滑剤、増粘剤、安定剤として口紅、アイシャドウ、ファンデーションなどに用いられる。